# Gluphisia slossonii
Gluphisia slossonii är en fjärilsart som beskrevs av Dyar 1893. Gluphisia slossonii ingår i släktet Gluphisia och familjen tandspinnare. Inga underarter finns listade i Catalogue of Life.